# Hor che ’l ciel e la terra
Hor ch'el ciel e la terra (A la hora en la que el cielo y la tierra) es un madrigal del octavo libro de madrigales de Claudio Monteverdi, basado en un célebre soneto de Francesco Petrarca.
Está dividido en dos partes, la primera correspondiente a los dos cuartetos del soneto de Petrarca, y la segunda a los dos tercetos. Cada parte está a su vez subdividida en tres secciones.
La estructura tripartita de la primera parte se ajusta a las tres pasiones principales y su corolario musical según describe el mismo Monteverdi en el Prefacio del libro octavo: el estilo la 'Molle' (estilo calmo o tranquilo), el 'Temperato' (estilo temperamental) y el 'Concitato' (estilo agitado o belicoso). 
Las primeras dos frases son cantadas al unísono sobre un único acorde grave y oscuro en la menor, produciendo un efecto majestuoso y misterioso que subraya la tensión y anticipación. Este efecto se mantiene en los dos versos siguientes, donde la armonía cambia por primera vez a mi mayor, concluyendo en una cadencia en la mayor. En la parte siguiente, las largas y lánguidas frases de la poesía se reemplazan por palabras de dos sílabas (en italiano) con staccato, sobre dos acordes y un silencio. Estos elementos musicales contrastan con los del comienzo, y subrayan la antítesis que expresa el texto, entre la calma y la serenidad inicial, y la angustia de esta segunda parte (pienso, sufro, lloro, …). Finalmente, aparece el estilo agitado, con repeticiones de veloces ritmos sobre la palabra guerra..
La Segunda Parte es más sentimental y dramática, y termina en forma apacible luego de un solo de tenor respondido en imitación por el coro.

## Texto
| Original en Italiano Hor che’l ciel e la terra e ’l vento tace, e le fere e gli augelli il sonno affrena, notte il carro stellato in giro mena e nel suo letto il mar senz’onda giace, veglio, penso, ardo, piango e chi mi sface sempre m’è innanzi per mia dolce pena. Guerra è il stato, d’ira e di duol piena, e sol di lei pensando ho qualche pace. Così sol d’una chiara fonte viva move il dolce e l’amaro ond’io mi pasco. Una man sola mi risana e punge. E perché il mio martir non giunga a riva, mille volte al dì moro e mille nasco, tanto dalla salute mia son lunge. | Traducción al español A la hora en la que el cielo y la tierra y el viento enmudecen, y las fieras y los pájaros descansan atrapados por el sueño, el carro estrellado de la noche empieza a girar y en su lecho el mar sin olas reposa, yo miro, pienso, sufro, lloro y aquel ser que siempre está frente a mí es también la causa de mi dulce pena. Guerra es mi estado, de ira y de duelo llena, y solo pensando en ella consigo un poco de paz. Así, de una sola fuente clara y viva, surgen la dulzura y la amargura que son el alimento mío. Es la misma mano la que me cura y me hiere. Y como mi sufrimiento no llega a su fin, mil veces por día muero y mil veces nazco, tan g rande es la distancia que me aleja de mi salvación. |